# شهرستان پونتیاک
شهرستان پونتیاک (به انگلیسی: Pontiac Regional County Municipality) یک منطقهٔ مسکونی در کانادا است که در ناحیه اوتاوه واقع شده‌است. شهرستان پونتیاک ۱۴٬۱۰۵٫۷۰ کیلومتر مربع مساحت و ۱۴٬۳۵۸ نفر جمعیت دارد.